# Lijst van woonplaatsen in Groningen
Een woonplaats is volgens de wet basisregistraties adressen en gebouwen (BAG) een "door het bevoegde gemeentelijke orgaan als zodanig aangewezen en van een naam voorzien gedeelte van het grondgebied van de gemeente." Iedere Nederlandse gemeente is verplicht haar volledige grondgebied in te delen in een of meerdere woonplaatsen. Het Kadaster, de beheerder van de Landelijke Voorziening BAG, kent aan iedere woonplaats een woonplaatscode toe. Deze wordt tussen haakjes achter de naam van de woonplaats weergegeven.

## Westerwolde

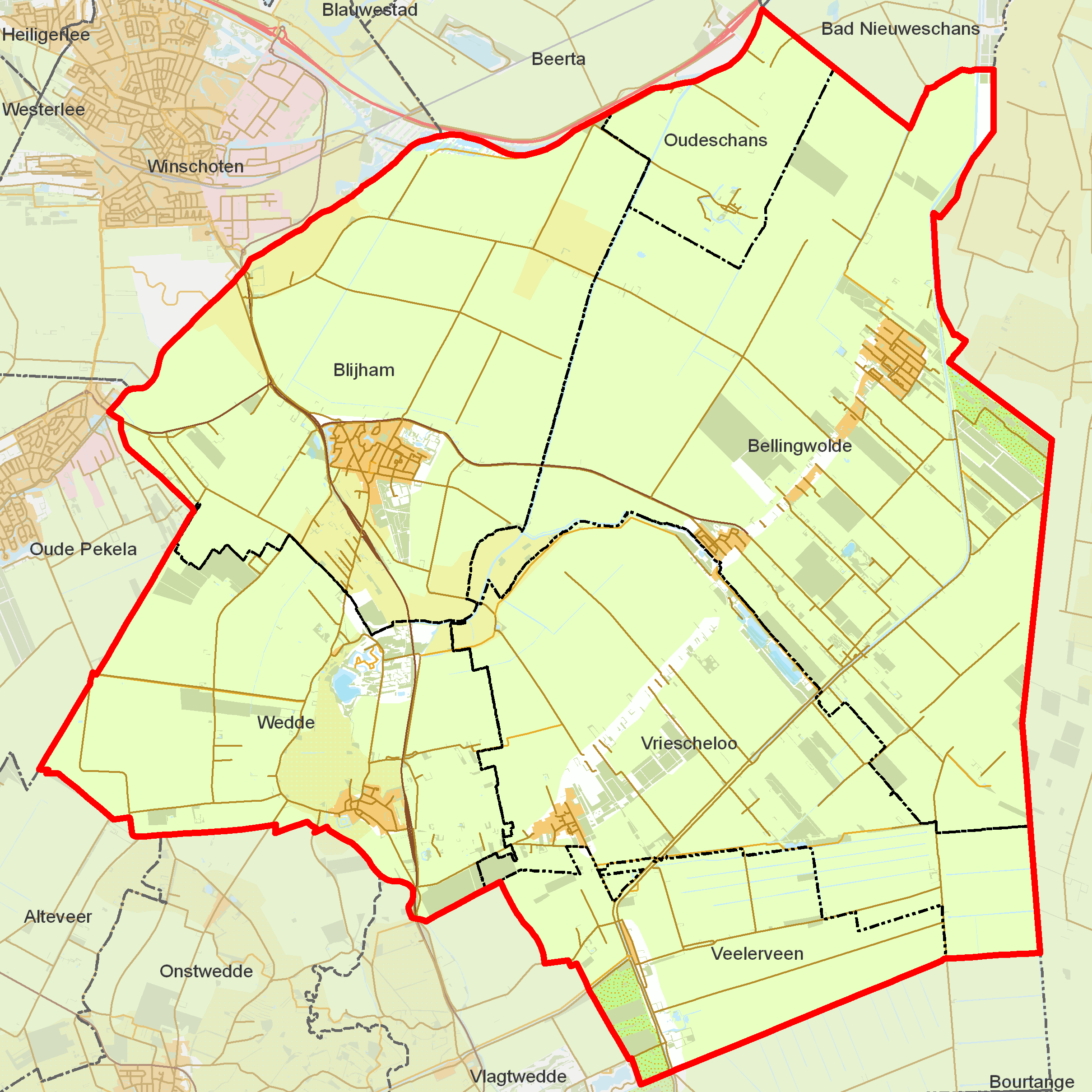
Woonplaatsen in de voormalige gemeente Bellingwedde

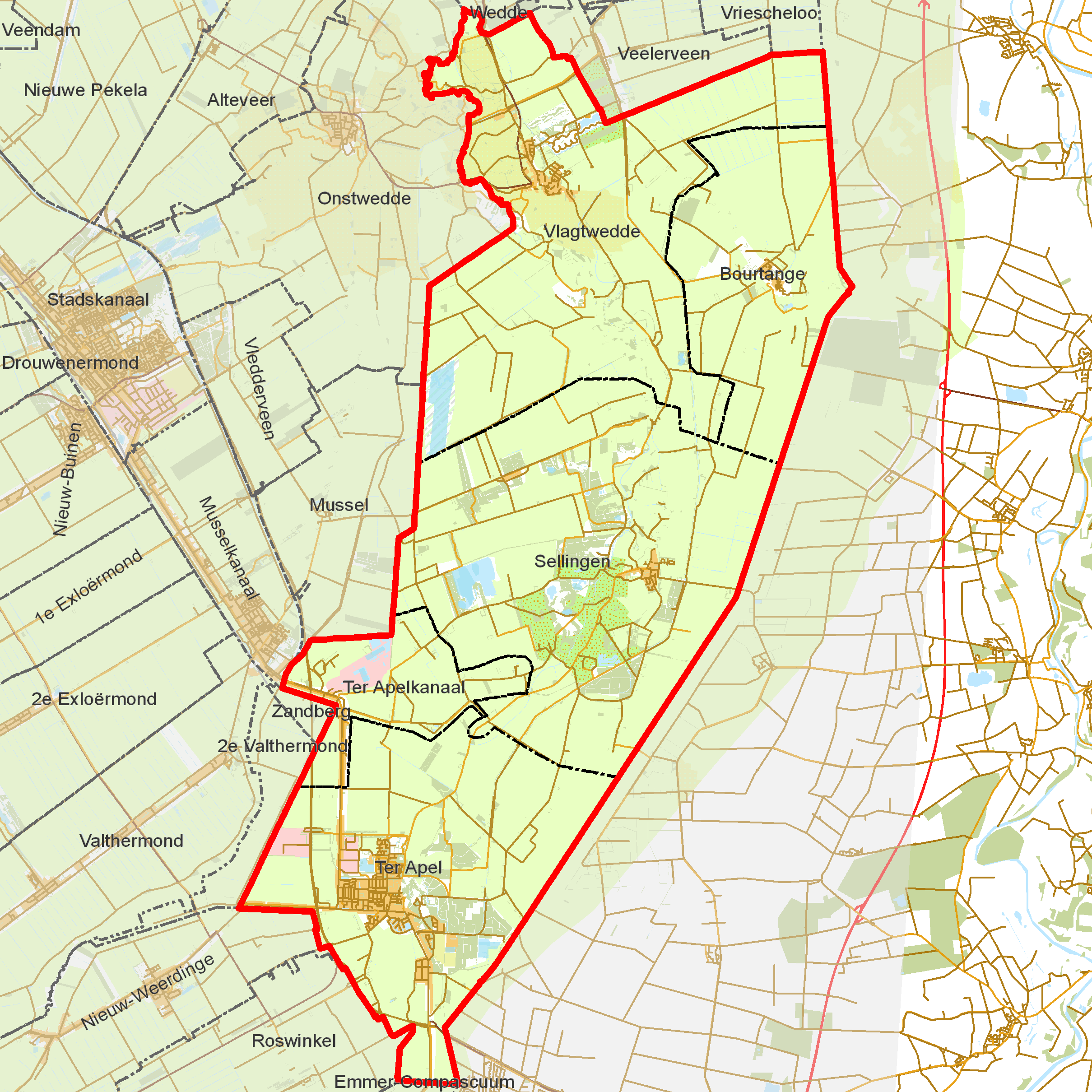
Woonplaatsen in de voormalige gemeente Vlagtwedde

- Bellingwolde (2231)
- Blijham (2232)
- Bourtange (2294)
- Oudeschans (2233)
- Sellingen (2295)
- Veelerveen (2234)
- Vlagtwedde (2298)
- Vriescheloo (2235)
- Wedde (2236)
- Ter Apel (2296)
- Ter Apelkanaal (2297)

## Eemsdelta

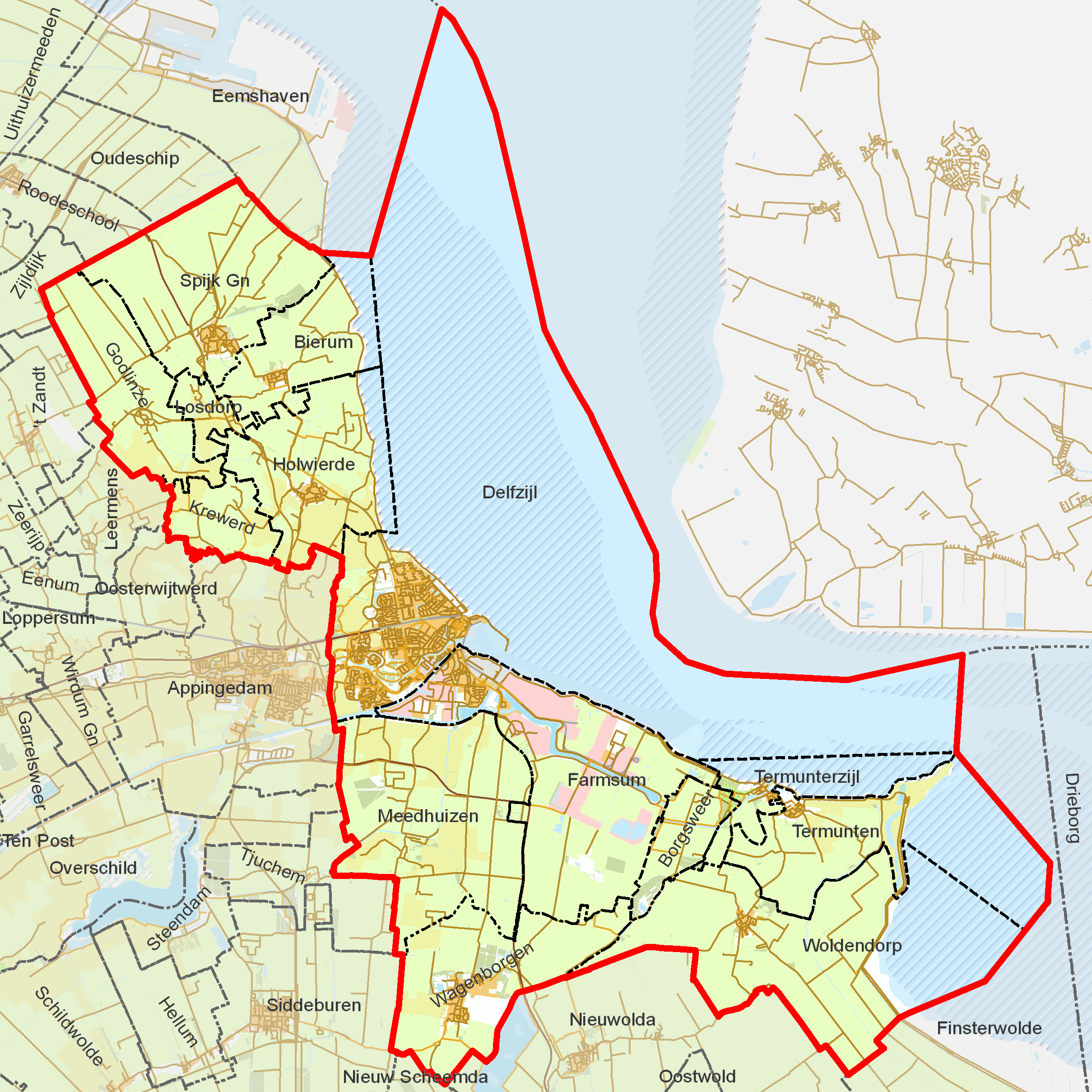
Woonplaatsen in de voormalige gemeente Delfzijl

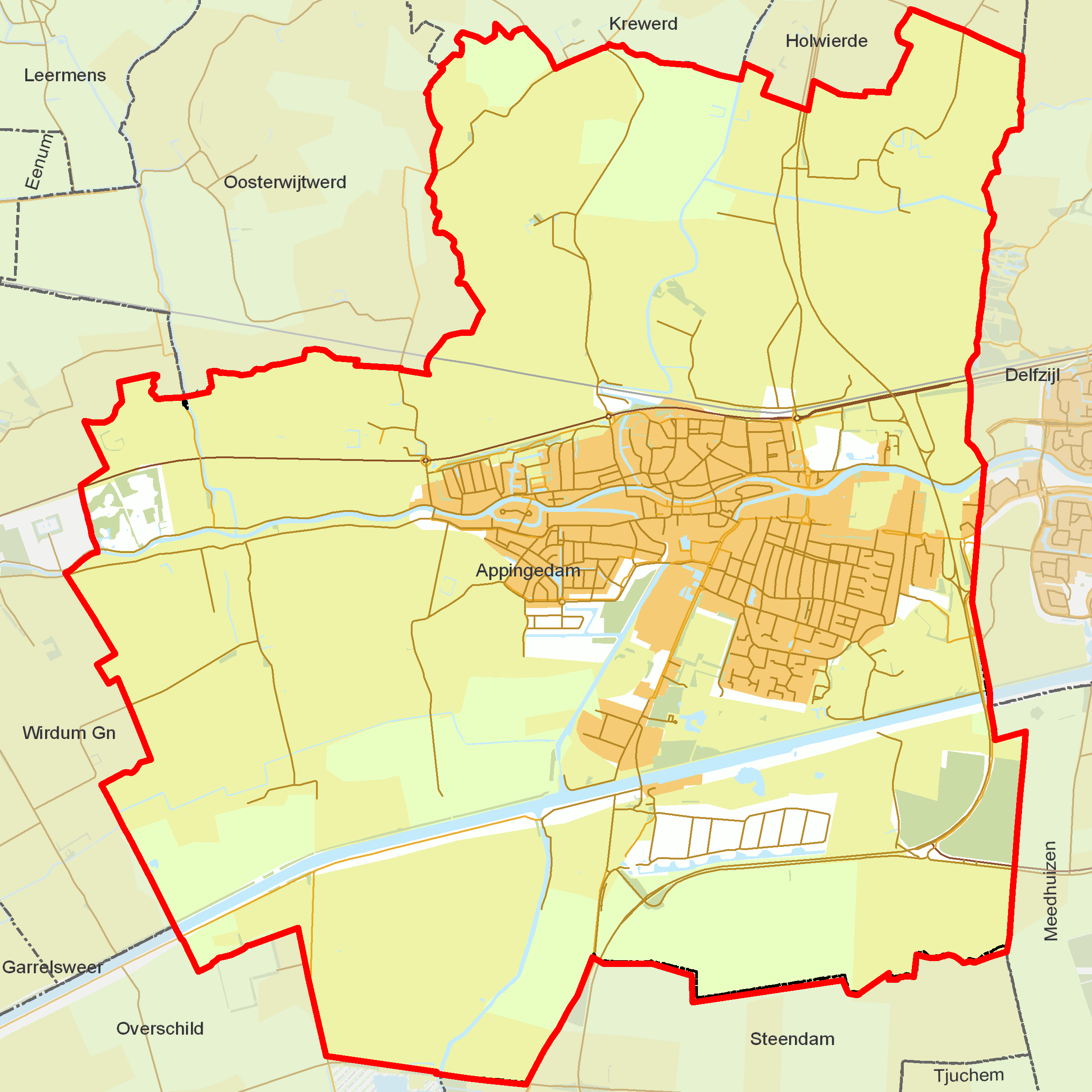
Woonplaatsen in de voormalige gemeente Appingedam

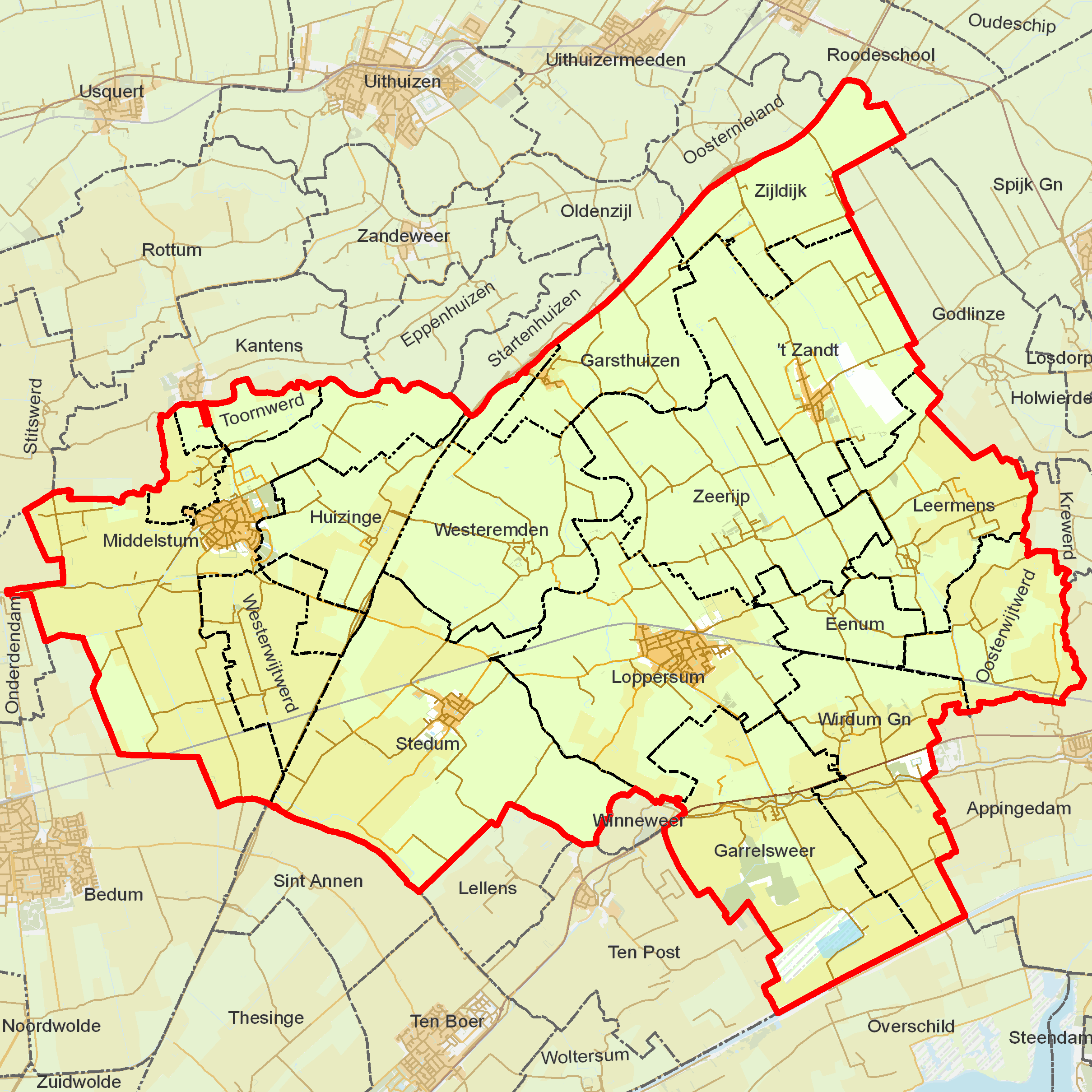
Woonplaatsen in de voormalige gemeente Loppersum

- Appingedam (3386)
- Bierum (3232)
- Borgsweer (3233)
- Delfzijl (3234)
- Eenum (3444)
- Farmsum (3235)
- Garrelsweer (3445)
- Garsthuizen (3446)
- Godlinze (3236)
- Holwierde (3237)
- Huizinge (3447)
- Krewerd (3238)
- Leermens (3448)
- Loppersum (3449)
- Losdorp (3239)
- Meedhuizen (3240)
- Middelstum (3450)
- Oosterwijtwerd (3451)
- Spijk (3241)
- Startenhuizen (3452)
- Stedum (3453)
- Termunten (3242)
- Termunterzijl (3243)
- Toornwerd (3454)
- Wagenborgen (3244)
- Westeremden (3455)
- Westerwijtwerd (3456)
- Wirdum (3457)
- Woldendorp (3245)
- 't Zandt (3458)
- Zeerijp (3459)
- Zijldijk (3460)

## Groningen

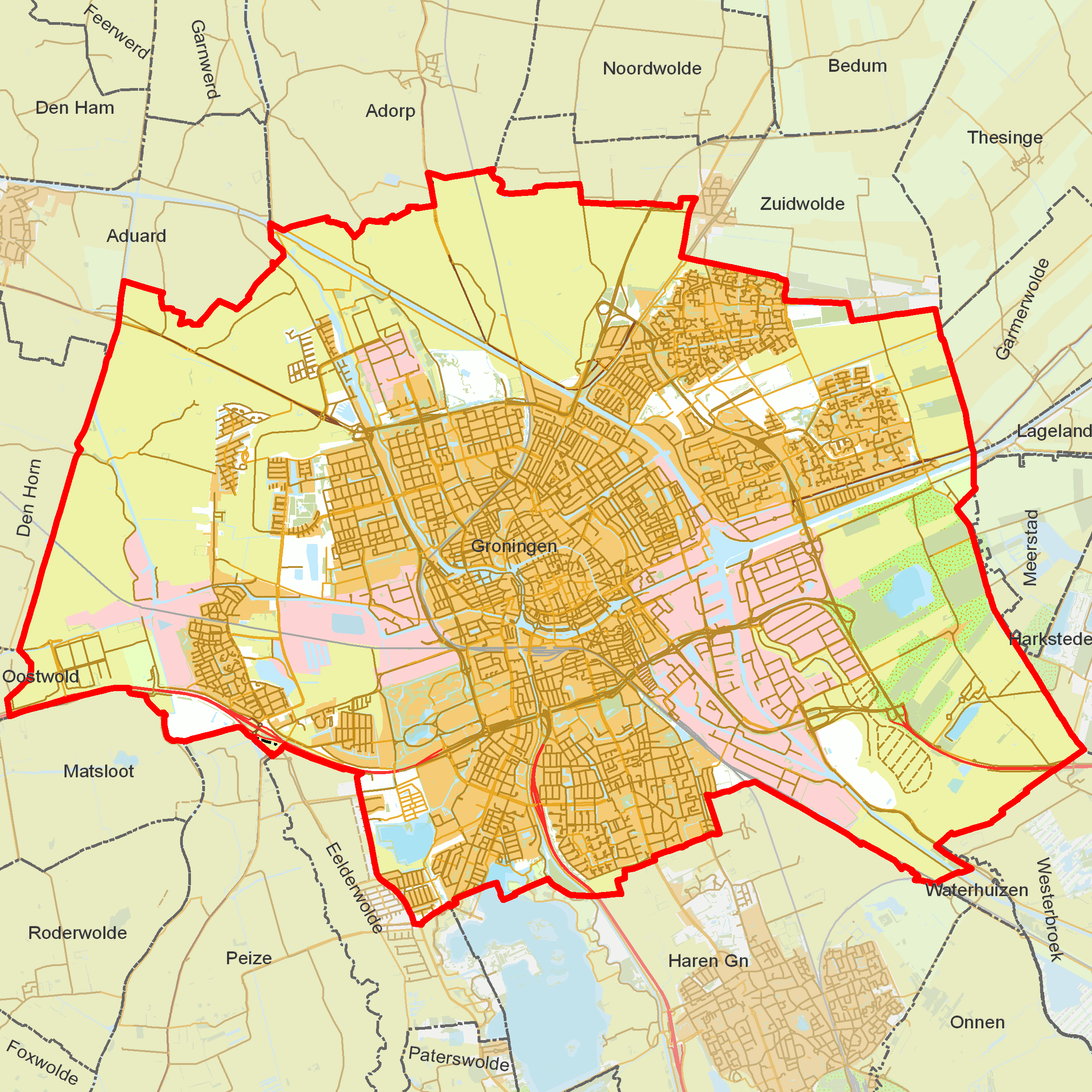
Woonplaatsen in de voormalige gemeente Groningen

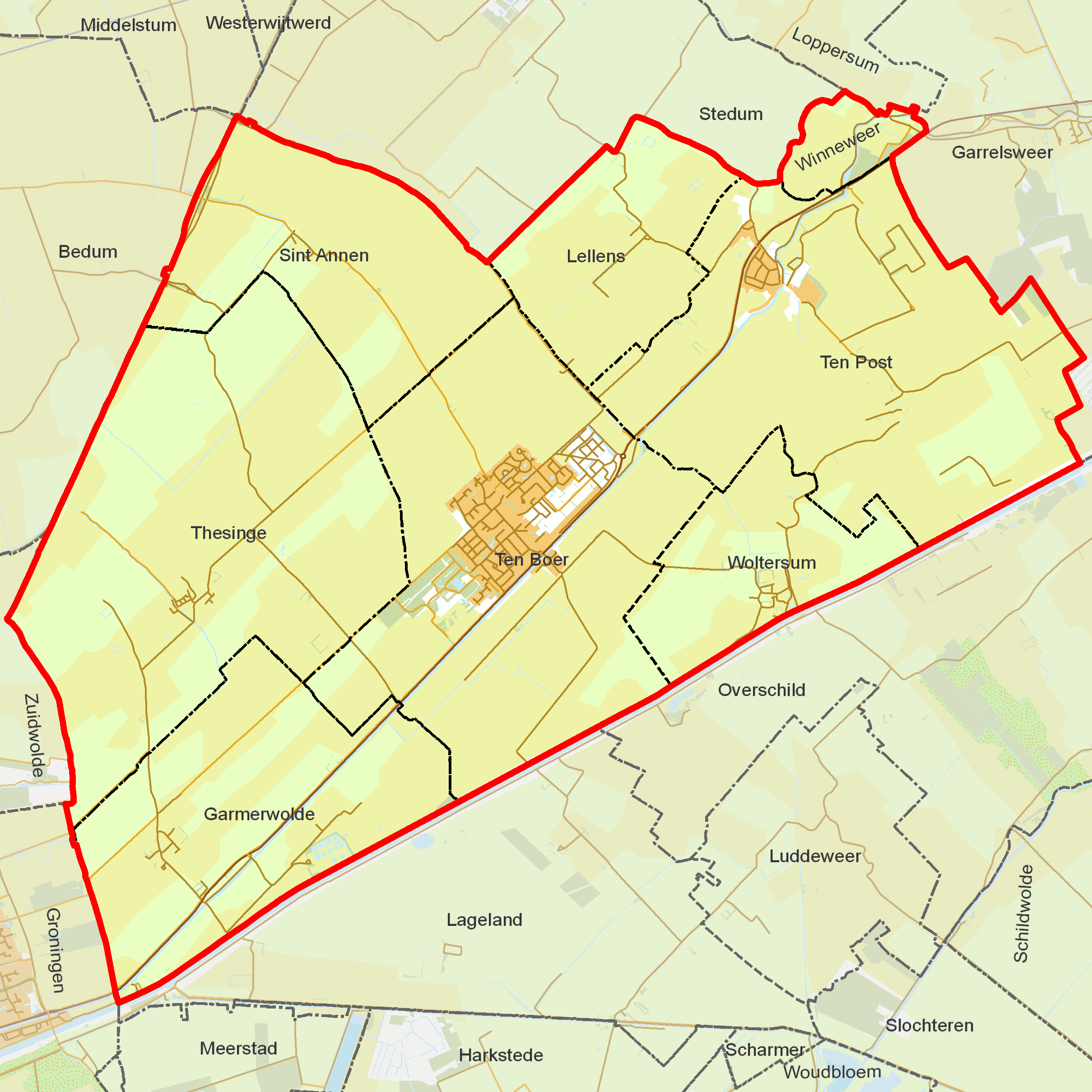
Woonplaatsen in de voormalige gemeente Ten Boer

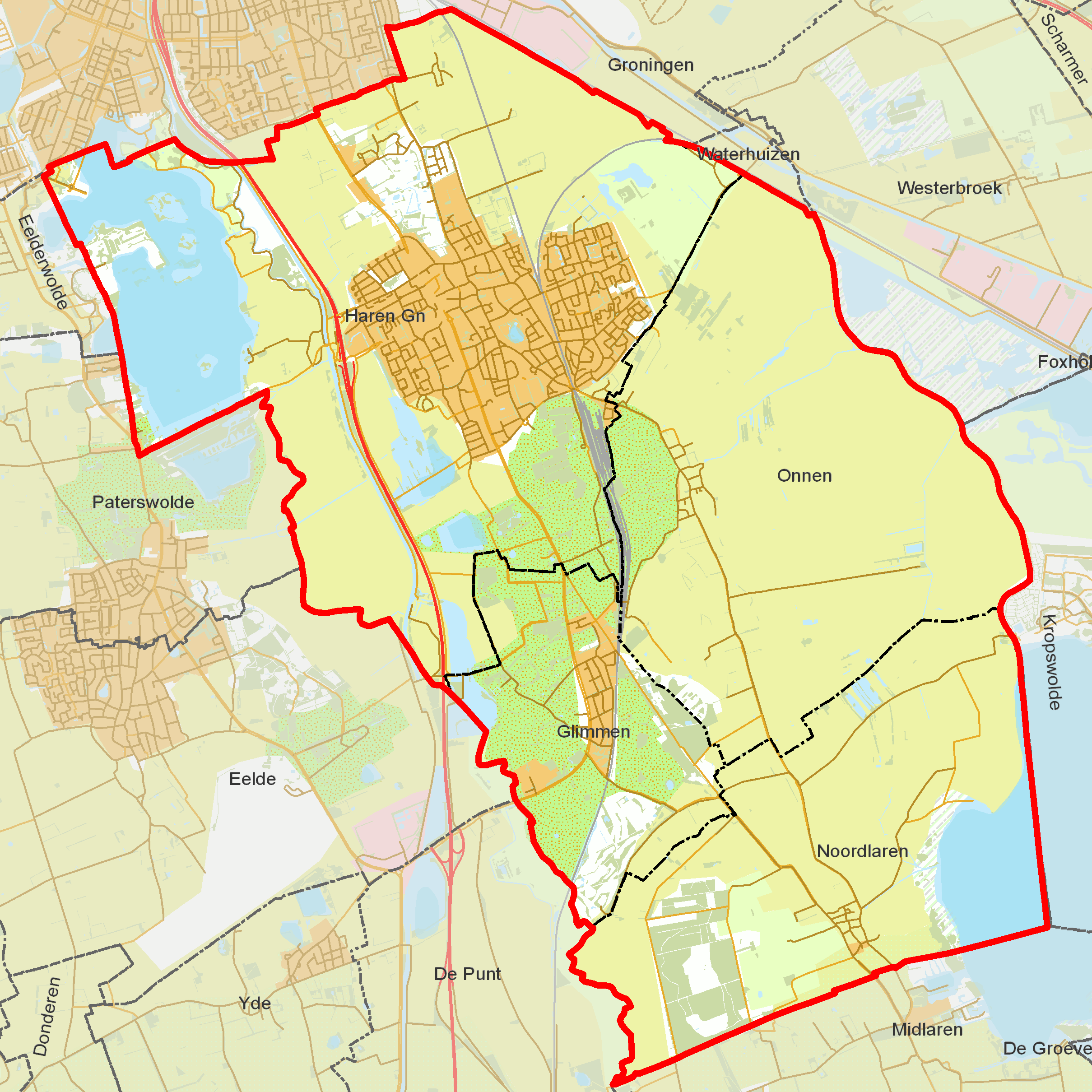
Woonplaatsen in de voormalige gemeente Haren

- Ten Boer (1829)
- Garmerwolde (1831)
- Glimmen (1267)
- Groningen (1070)
- Haren (1266)
- Harkstede (1349)
- Lageland (1352)
- Lellens (1835)
- Meerstad (3488)
- Noordlaren (1268)
- Onnen (1269)
- Ten Post (1830)
- Sint-Annen (1834)
- Thesinge (1832)
- Winneweer (1836)
- Woltersum (1833)

## Hoogezand-Sappemeer

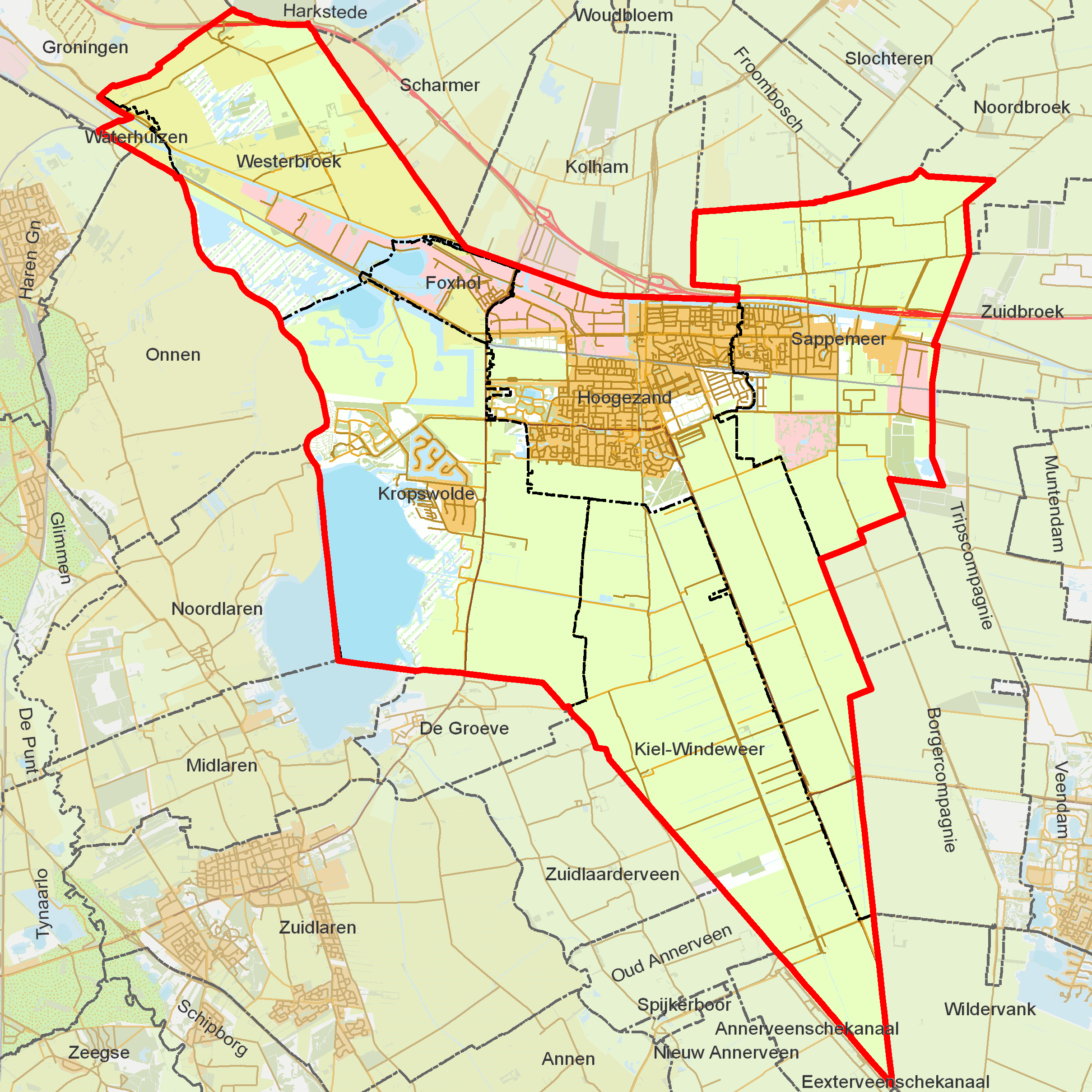
Woonplaatsen in de gemeente Hoogezand-Sappemeer

- Foxhol (1017)
- Hoogezand (1018)
- Kiel-Windeweer (1019)
- Kropswolde (1020)
- Sappemeer (1021)
- Waterhuizen (1022)
- Westerbroek (1023)

## Menterwolde

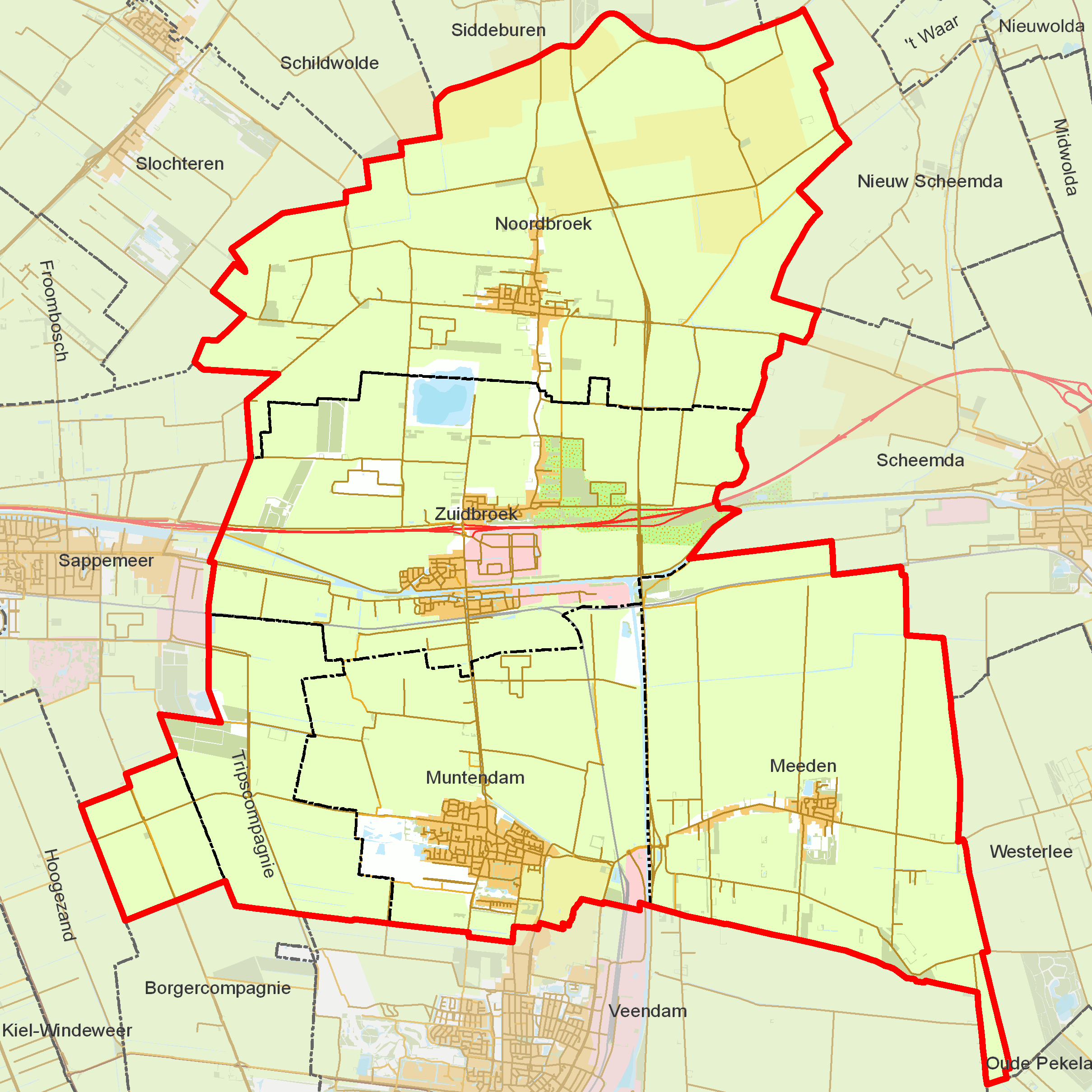
Woonplaatsen in de gemeente Menterwolde

- Borgercompagnie (2275)
- Meeden (2277)
- Muntendam (2278)
- Noordbroek (2279)
- Tripscompagnie (2276)
- Zuidbroek (2280)

## Oldambt

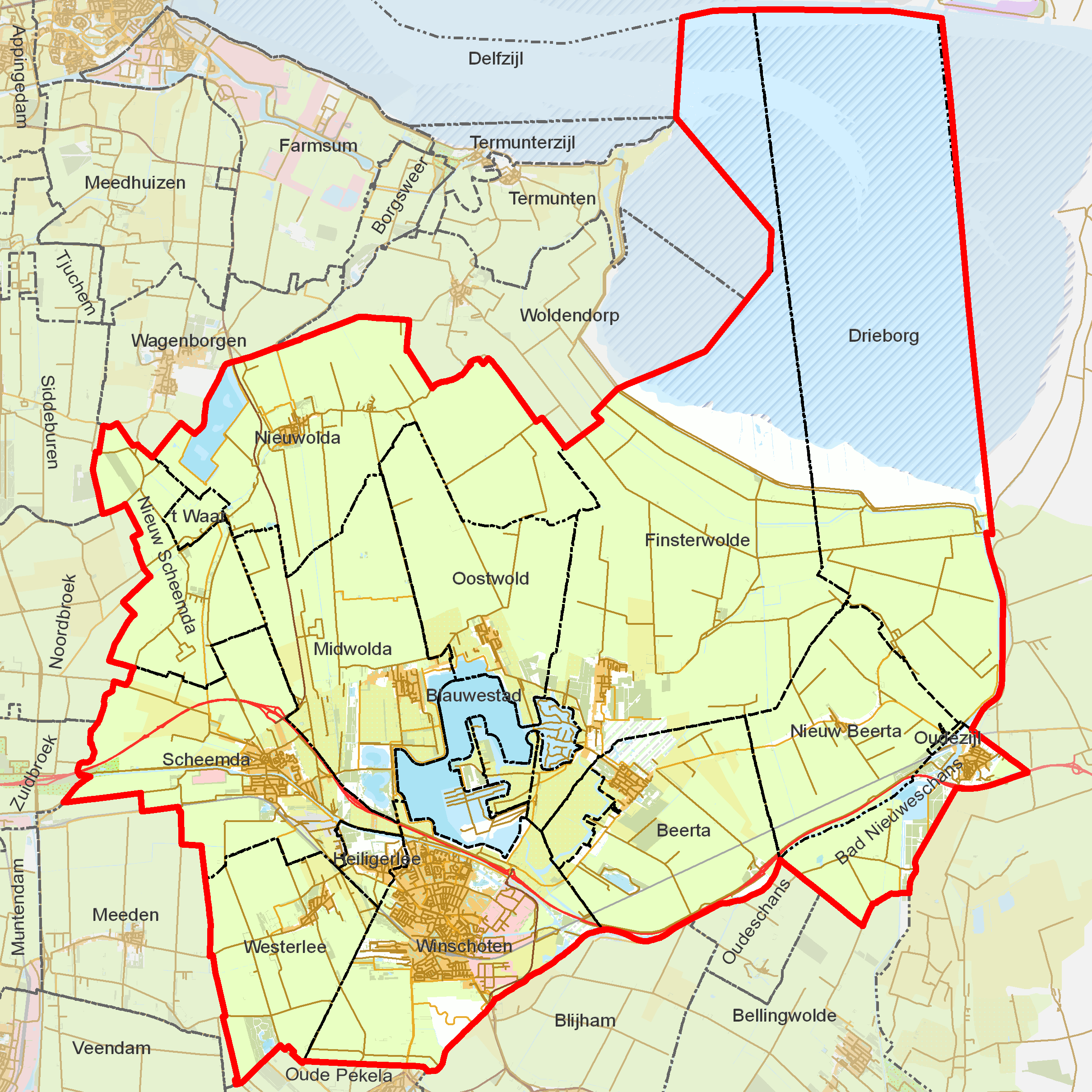
Woonplaatsen in de gemeente Oldambt

- Bad Nieuweschans (1420)
- Beerta (3508)
- Blauwestad (3509)
- Drieborg (1422)
- Finsterwolde (1419)
- Heiligerlee (1899)
- Midwolda (1897)
- Nieuw-Beerta (1421)
- Nieuw-Scheemda (1894)
- Nieuwolda (1896)
- Oostwold (1898)
- Oudezijl (1423)
- Scheemda (1893)
- 't Waar (1895)
- Westerlee (1900)
- Winschoten (1471)

## Pekela

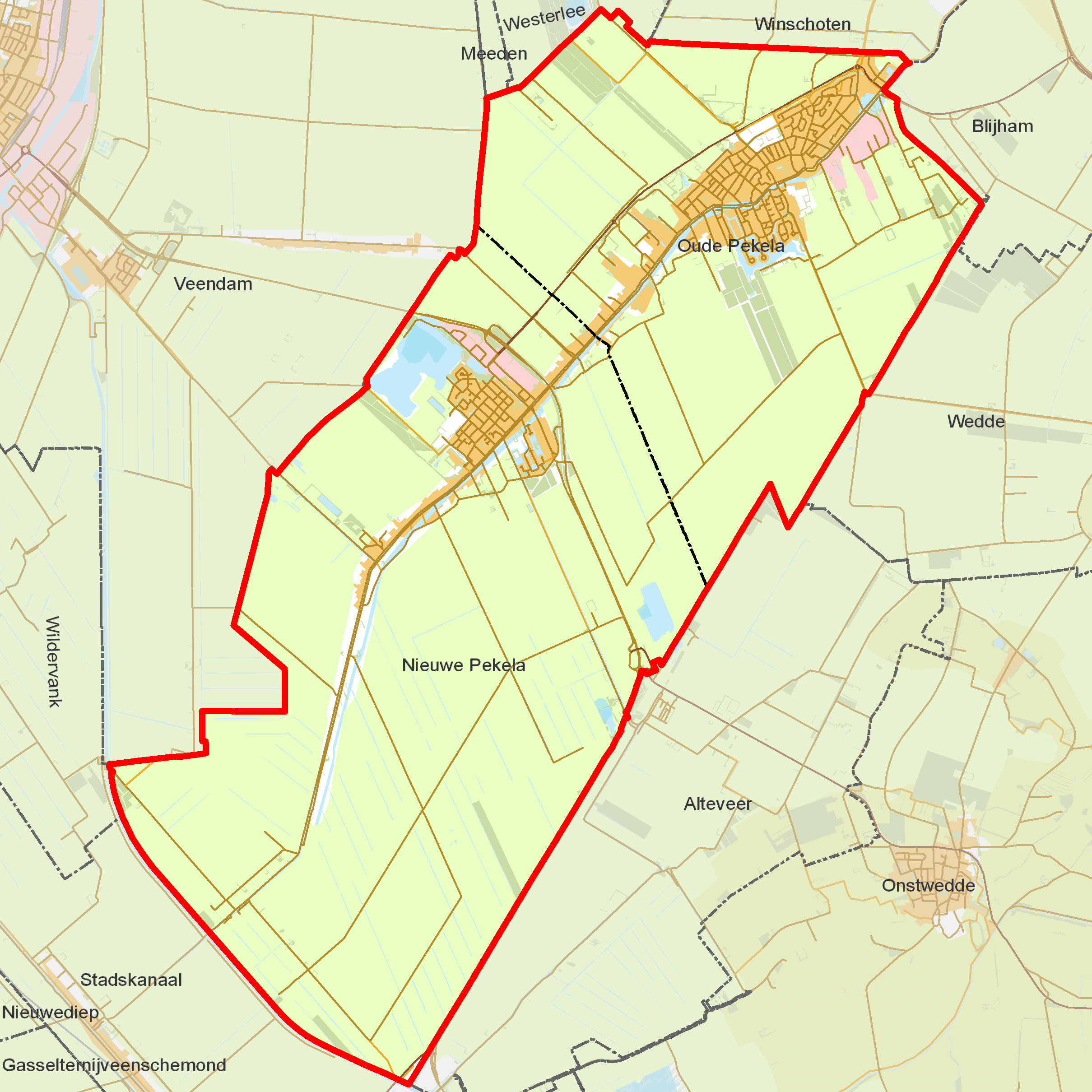
Woonplaatsen in de gemeente Pekela

- Oude Pekela (1397)
- Nieuwe Pekela (1398)

## Slochteren

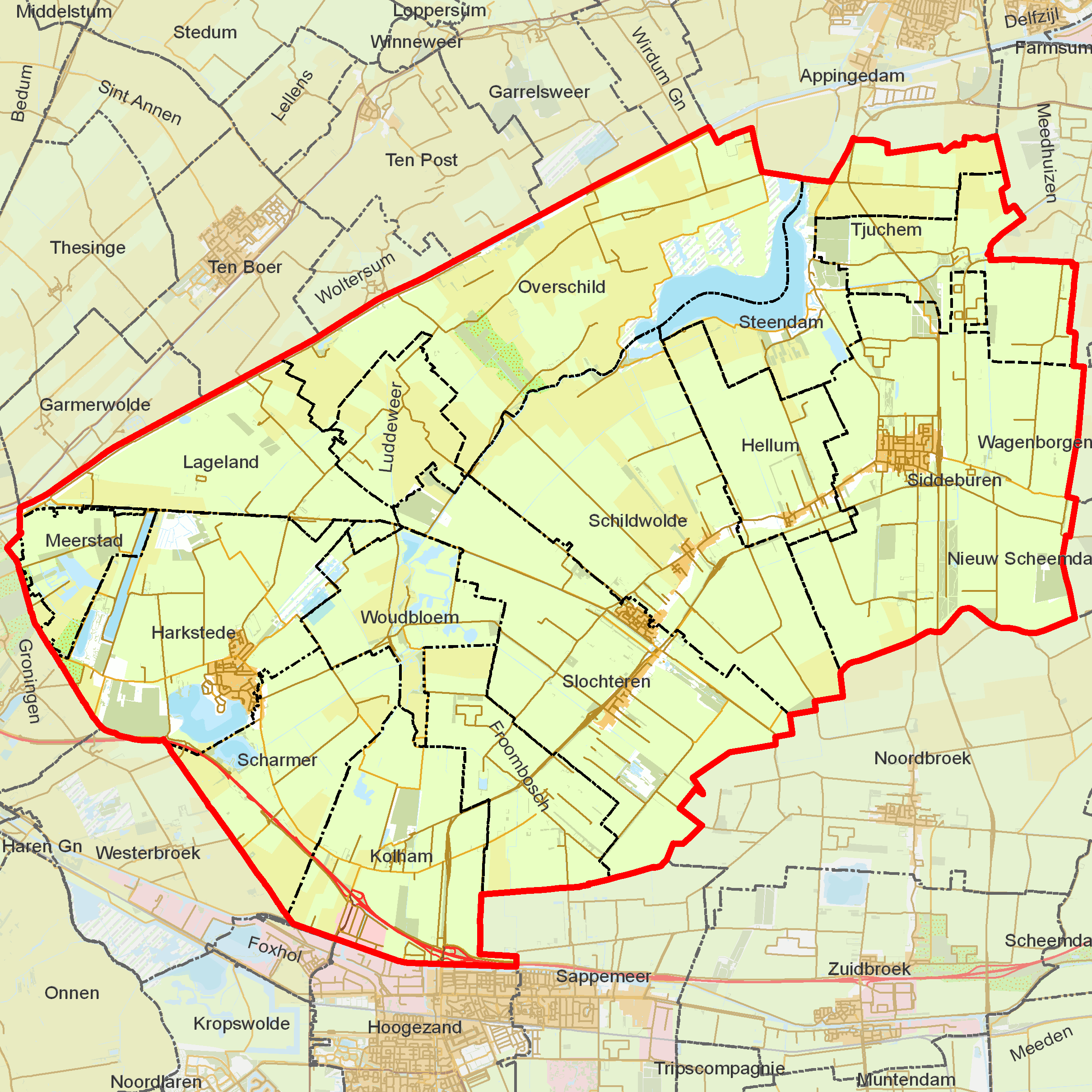
Woonplaatsen in de gemeente Slochteren

- Froombosch (1348)
- Hellum (1350)
- Kolham (1351)
- Luddeweer (1353)
- Overschild (1354)
- Scharmer (1355)
- Schildwolde (1356)
- Siddeburen (1357)
- Slochteren (1358)
- Steendam (1359)
- Tjuchem (1360)
- Woudbloem (1361)

## Stadskanaal

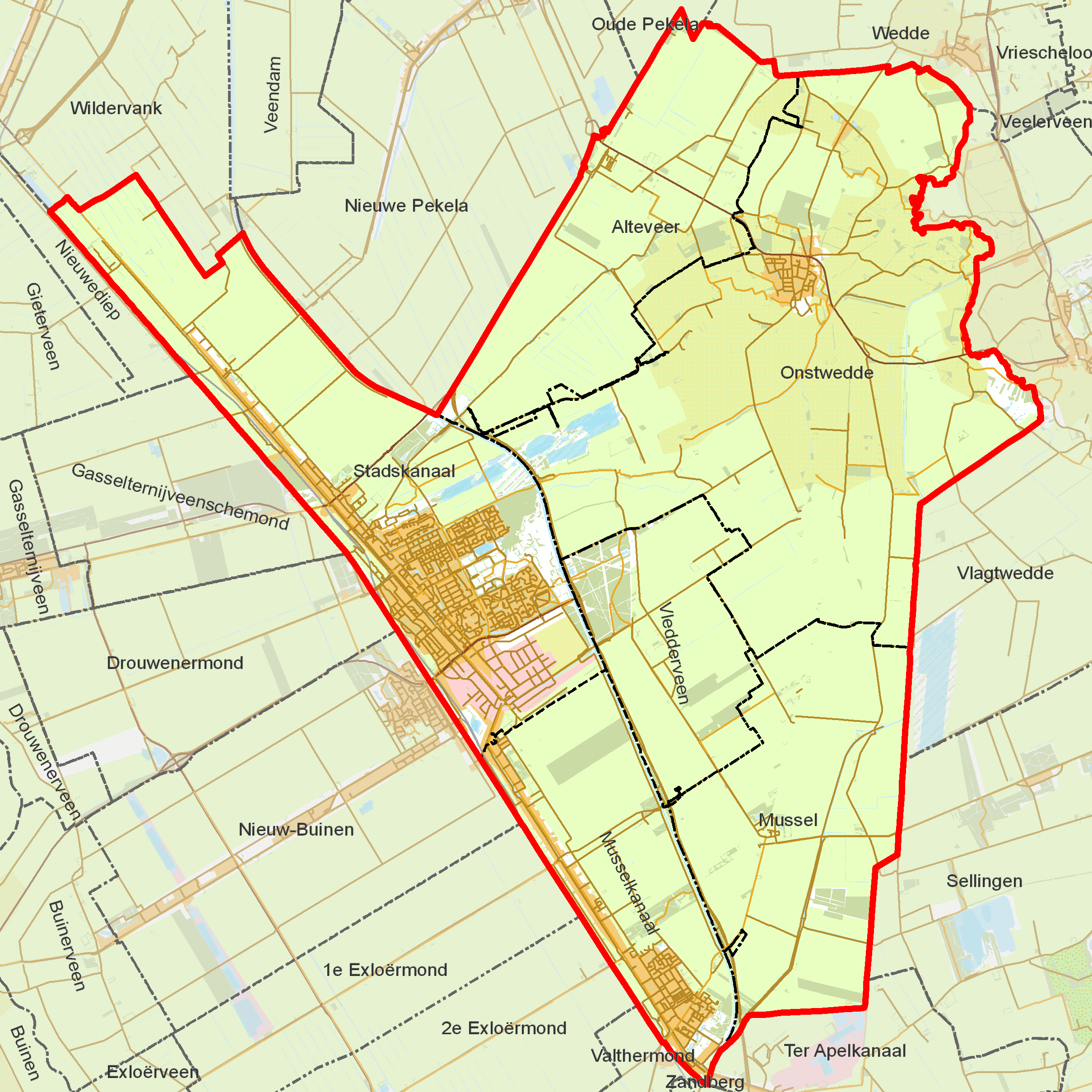
Woonplaatsen in de gemeente Stadskanaal

- Alteveer (3079)
- Mussel (3077)
- Musselkanaal (3075)
- Onstwedde (3076)
- Stadskanaal (3074)
- Vledderveen (3078)

## Veendam

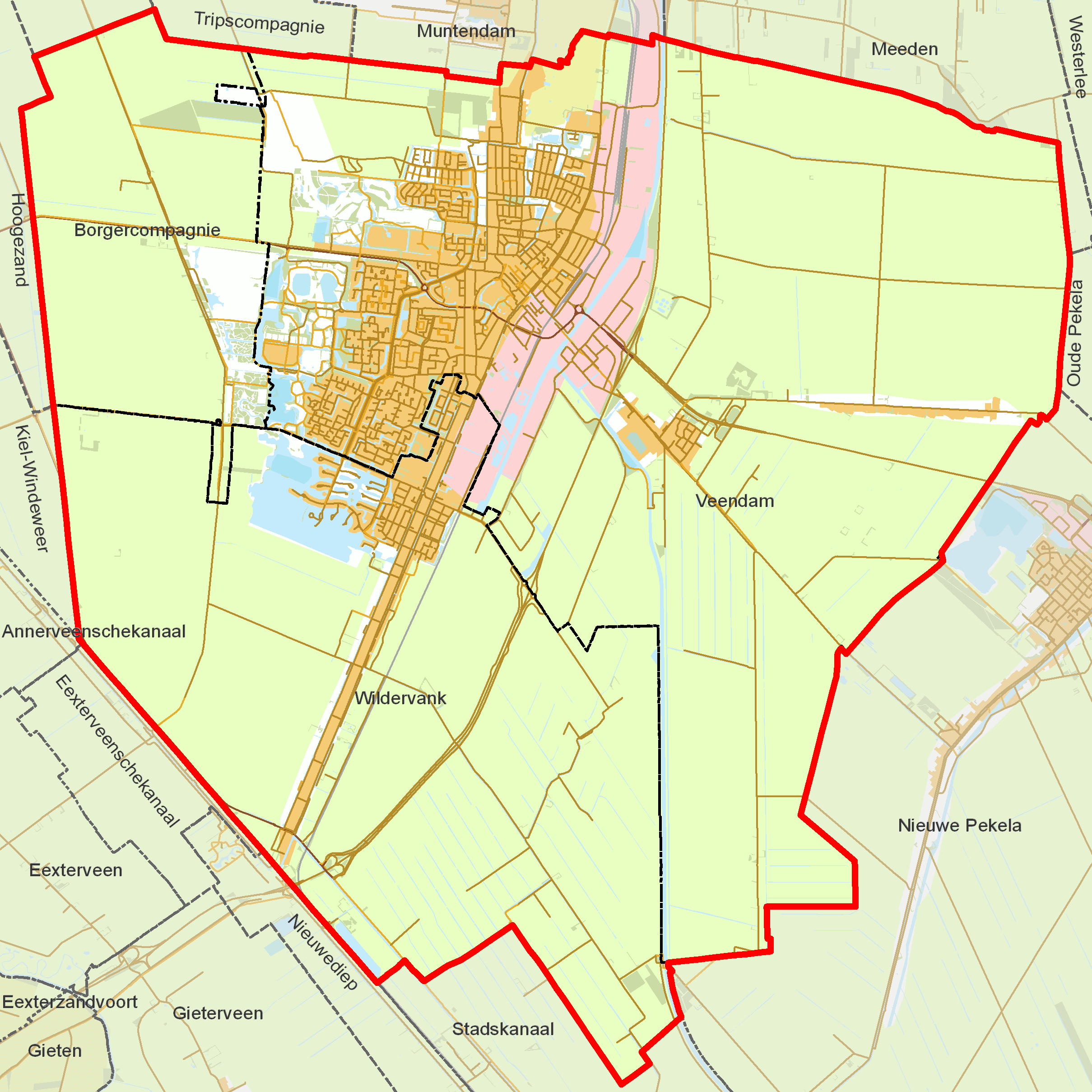
Woonplaatsen in de gemeente Veendam

- Borgercompagnie (1242)
- Veendam (1240)
- Wildervank (1241)

## Het Hogeland

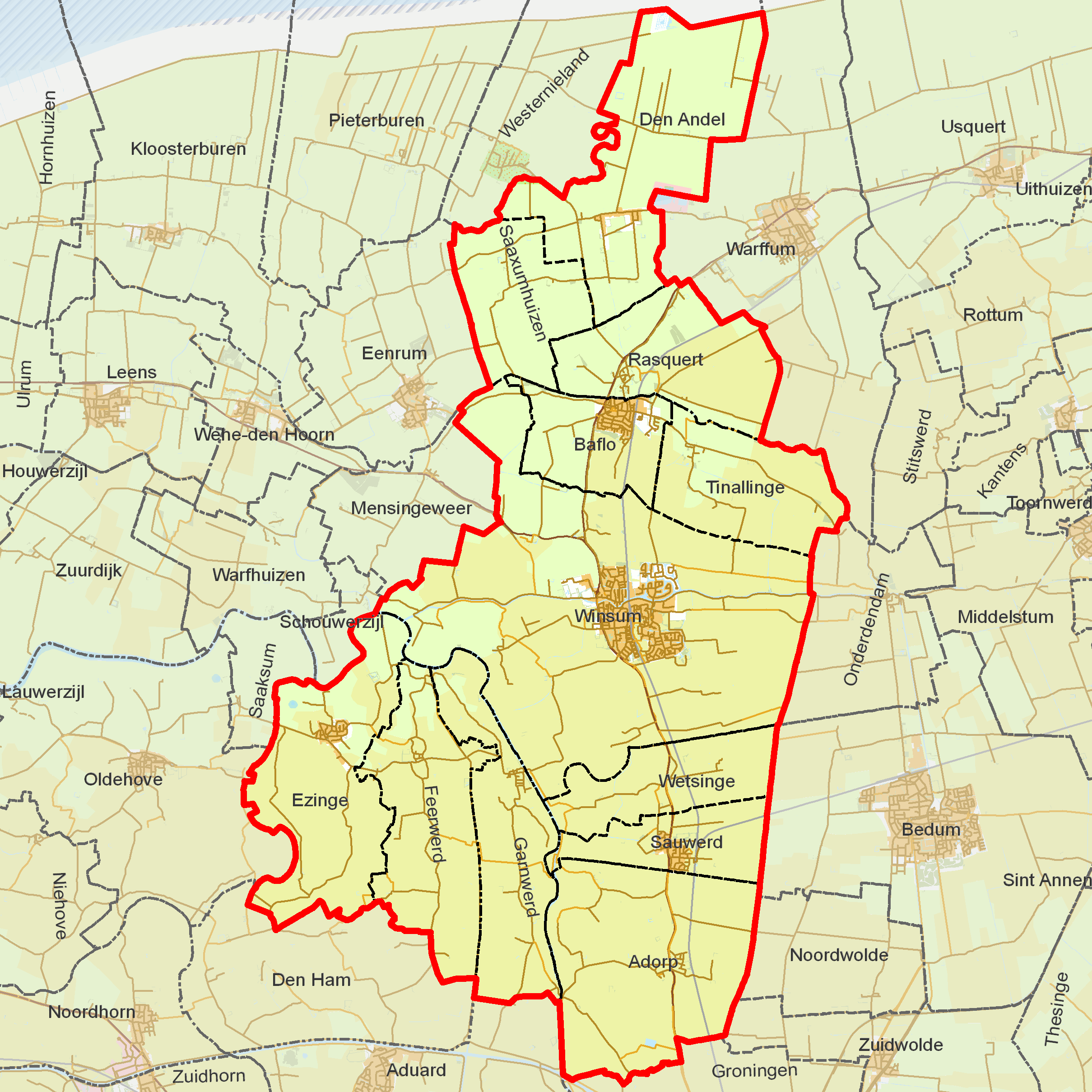
Woonplaatsen in de voormalige gemeente Winsum

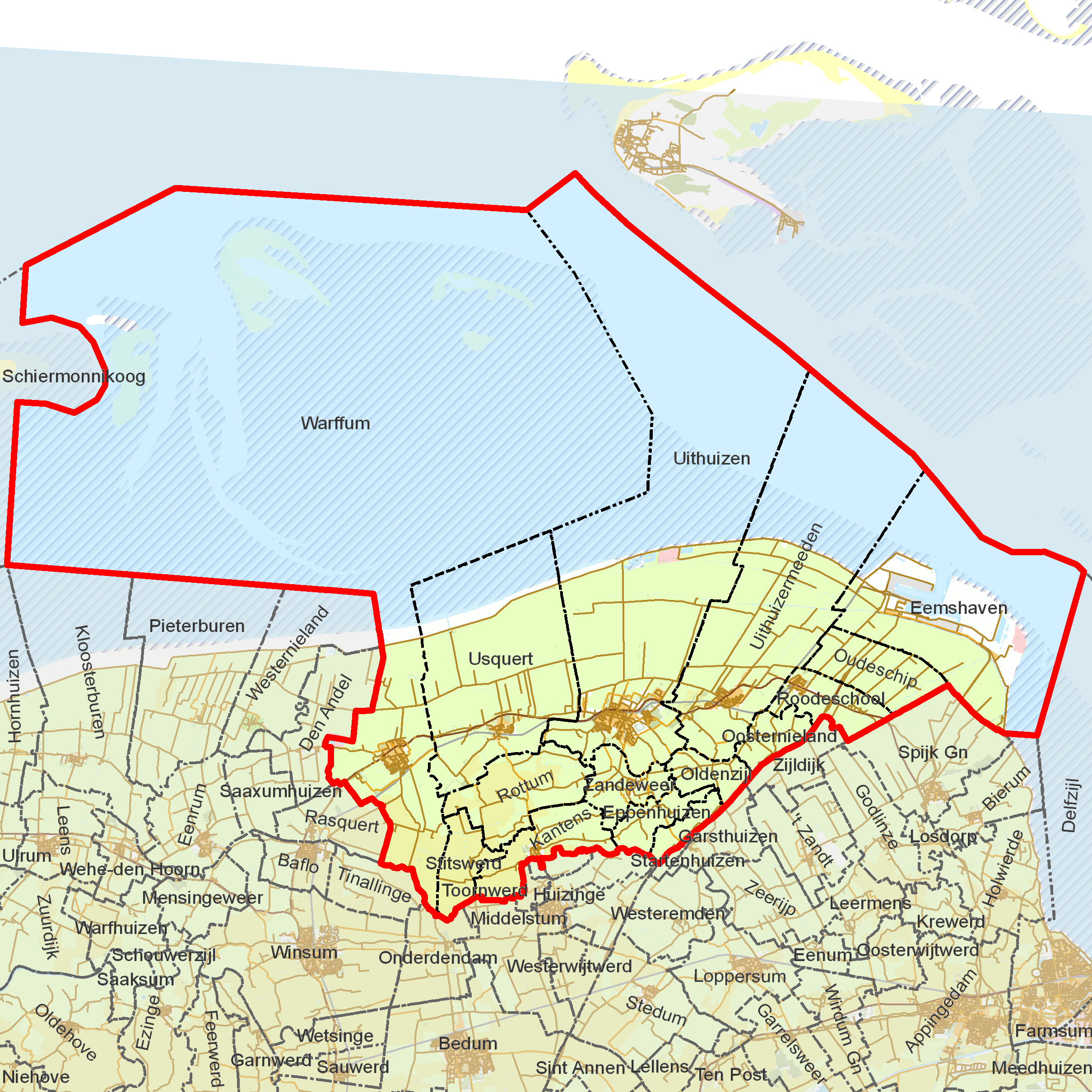
Woonplaatsen in de voormalige gemeente Eemsmond

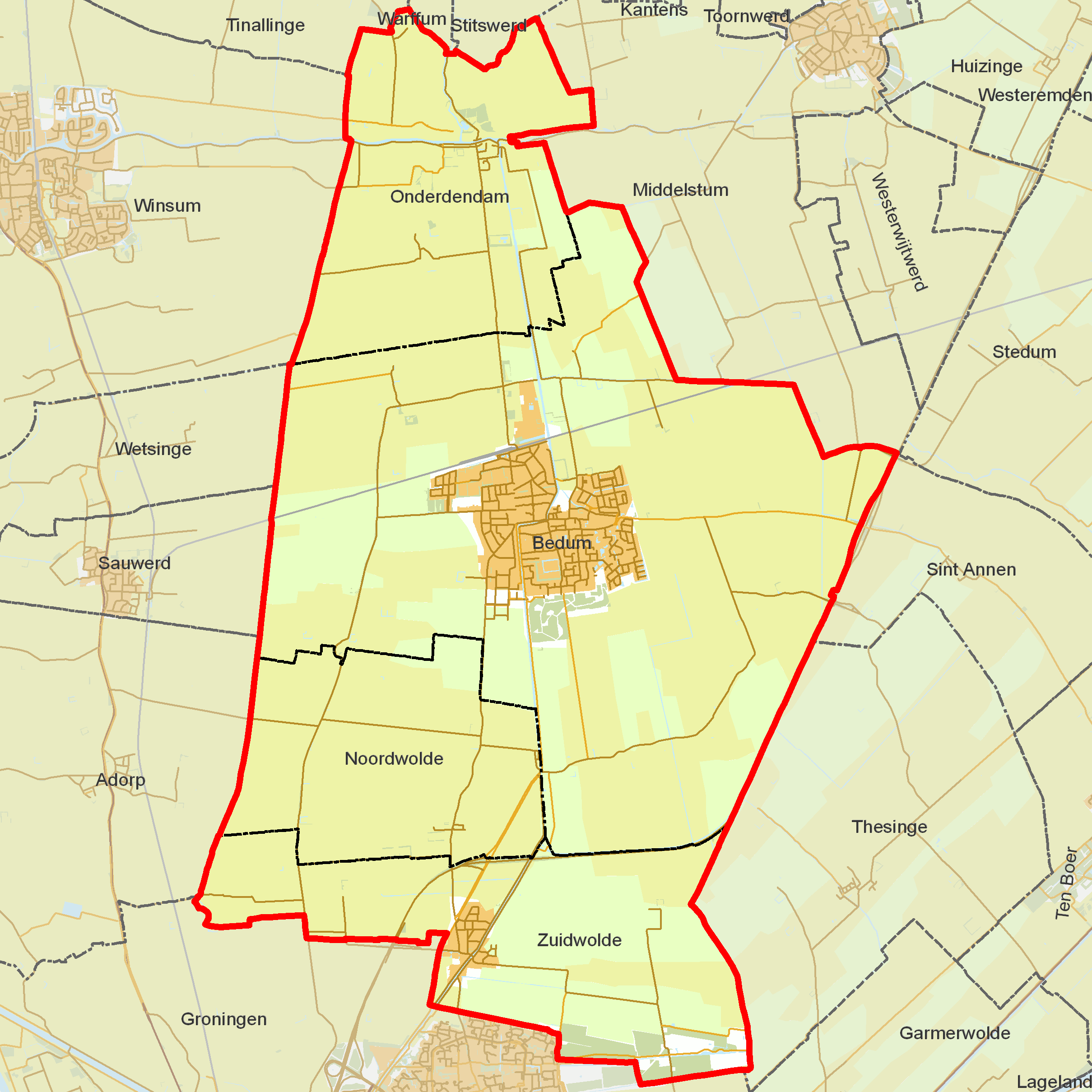
Woonplaatsen in de voormalige gemeente Bedum

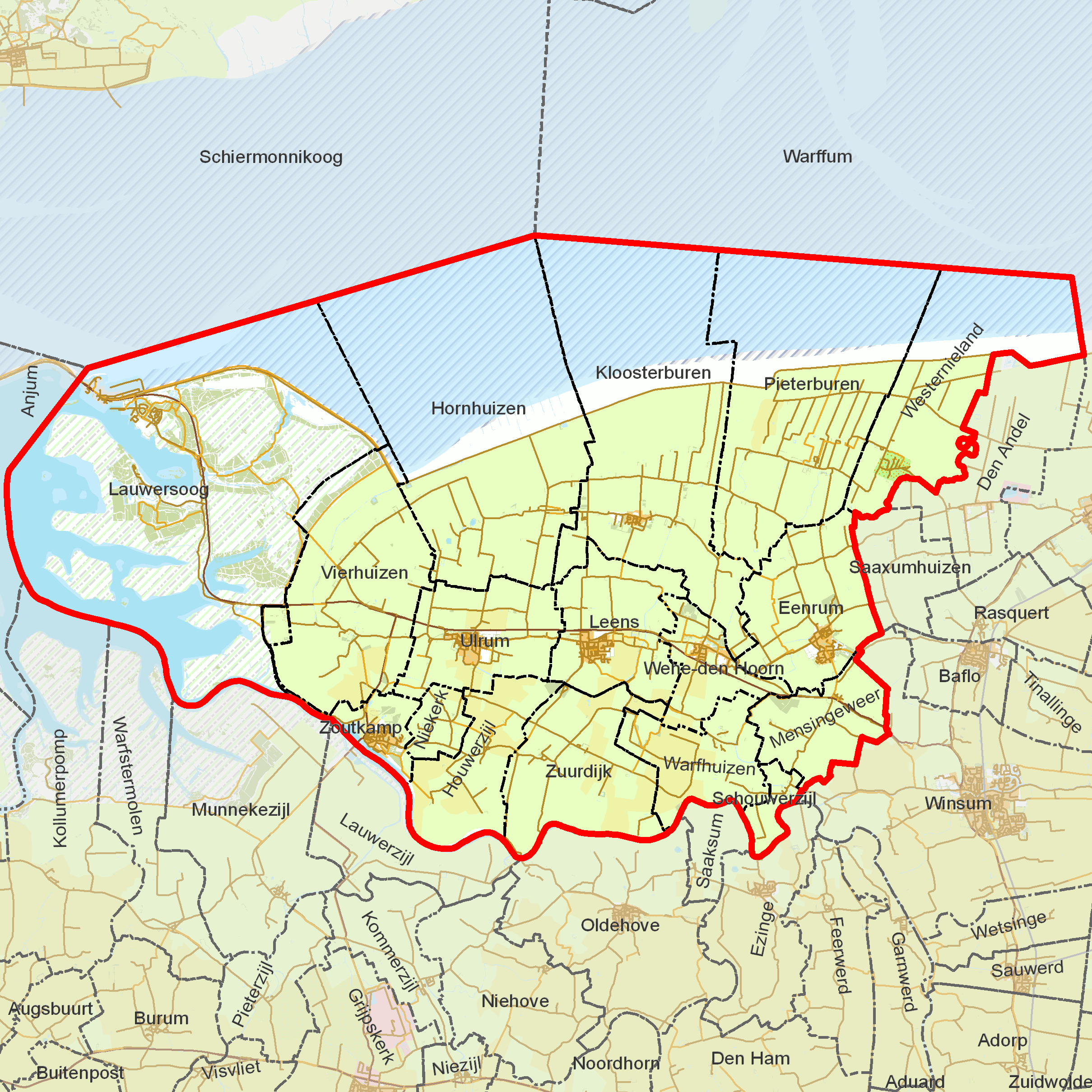
Woonplaatsen in de voormalige gemeente De Marne

- Adorp (2464)
- Den Andel (2466)
- Baflo (2465)
- Bedum (2829)
- Eemshaven (3473)
- Eenrum (3415)
- Eppenhuizen (3474)
- Hornhuizen (3416)
- Houwerzijl (3417)
- Kantens (3475)
- Kloosterburen (3418)
- Lauwersoog (3419)
- Leens (3420)
- Mensingeweer (3421)
- Niekerk (3422)
- Noordwolde (2830)
- Oldenzijl (3476)
- Onderdendam (2831)
- Oosternieland (3477)
- Oudeschip (3478)
- Pieterburen (3423)
- Rasquert (2470)
- Roodeschool (3479)
- Rottum (3480)
- Saaxumhuizen (2471)
- Sauwerd (2472)
- Schouwerzijl (3424)
- Startenhuizen (3481)
- Stitswerd (3482)
- Tinallinge (2473)
- Uithuizen (3483)
- Uithuizermeeden (3484)
- Ulrum (3425)
- Usquert (3485)
- Vierhuizen (3426)
- Warffum (3486)
- Warfhuizen (3427)
- Wehe-den Hoorn (3428)
- Westernieland (3429)
- Wetsinge (2474)
- Winsum (2475)
- Zandeweer (3487)
- Zoutkamp (3430)
- Zuidwolde (2832)
- Zuurdijk (3431)

## Westerkwartier

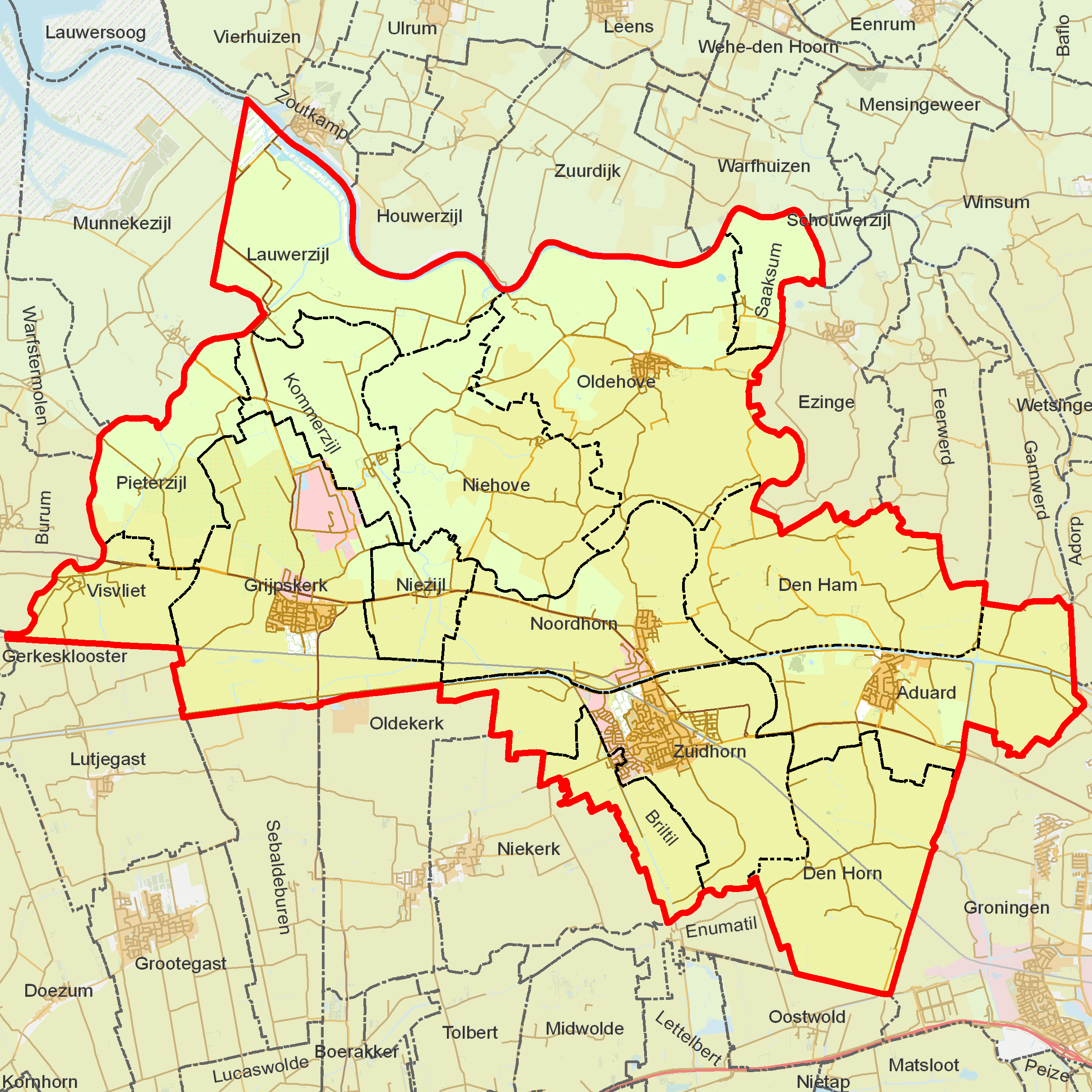
Woonplaatsen in de voormalige gemeente Zuidhorn

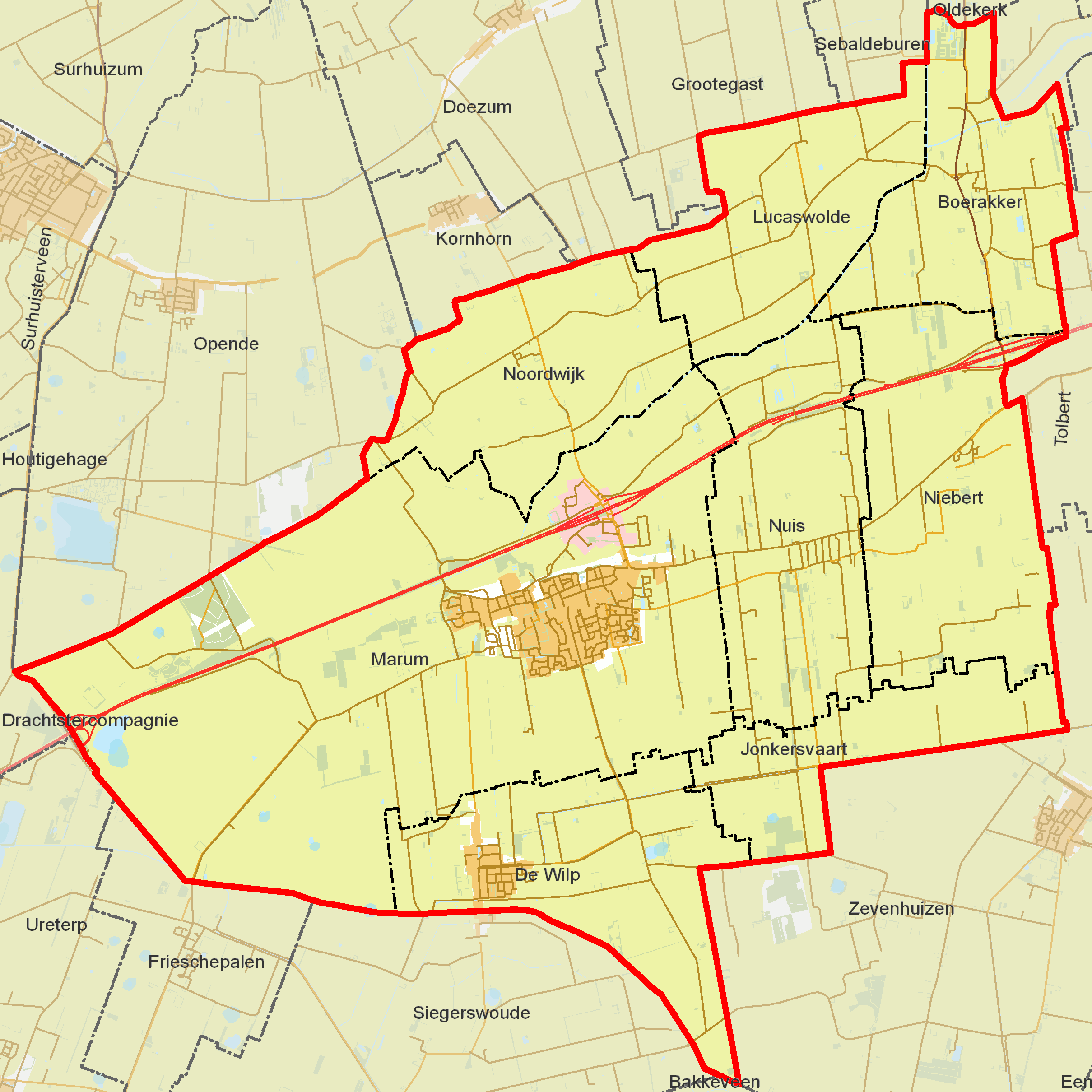
Woonplaatsen in de voormalige gemeente Marum

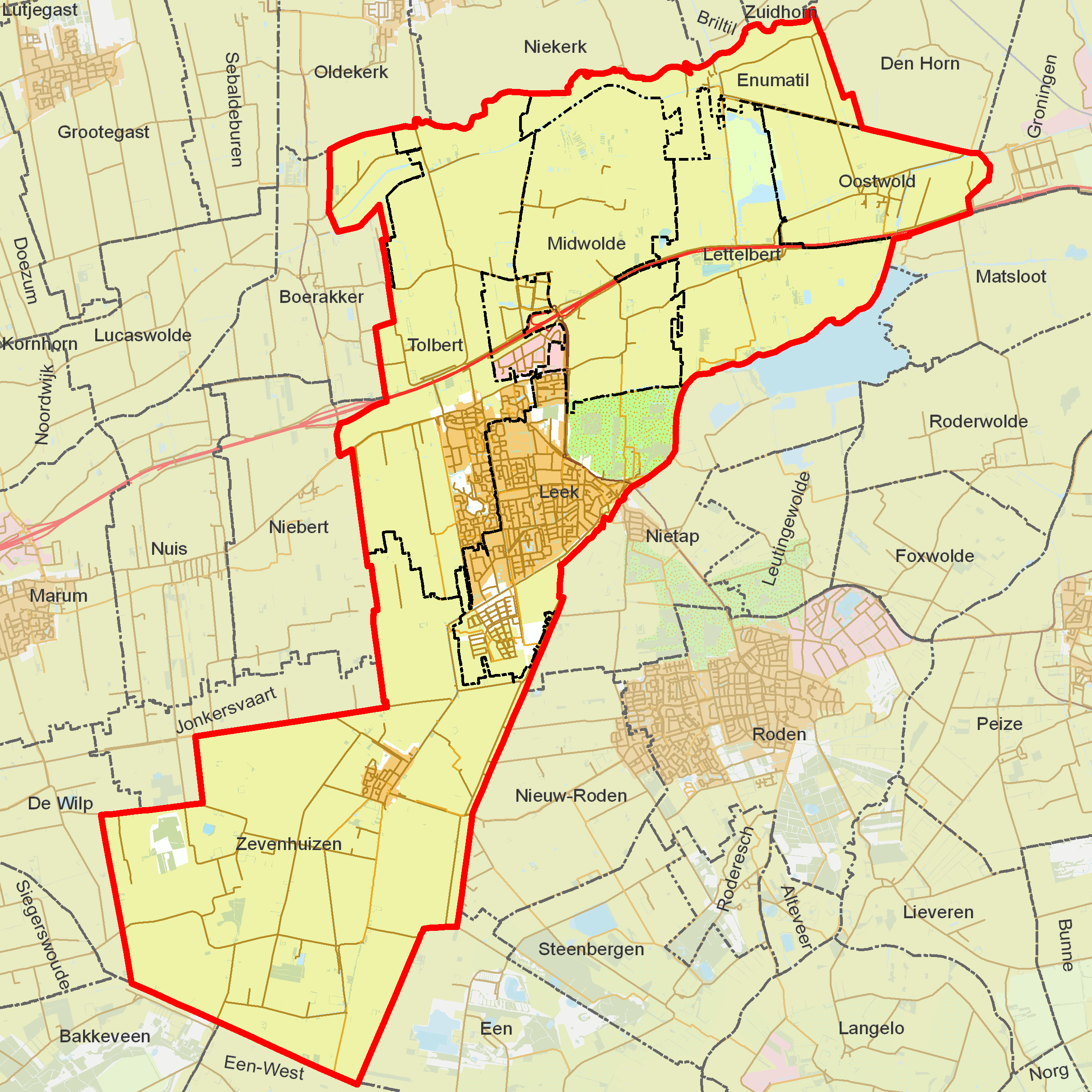
Woonplaatsen in de voormalige gemeente Leek

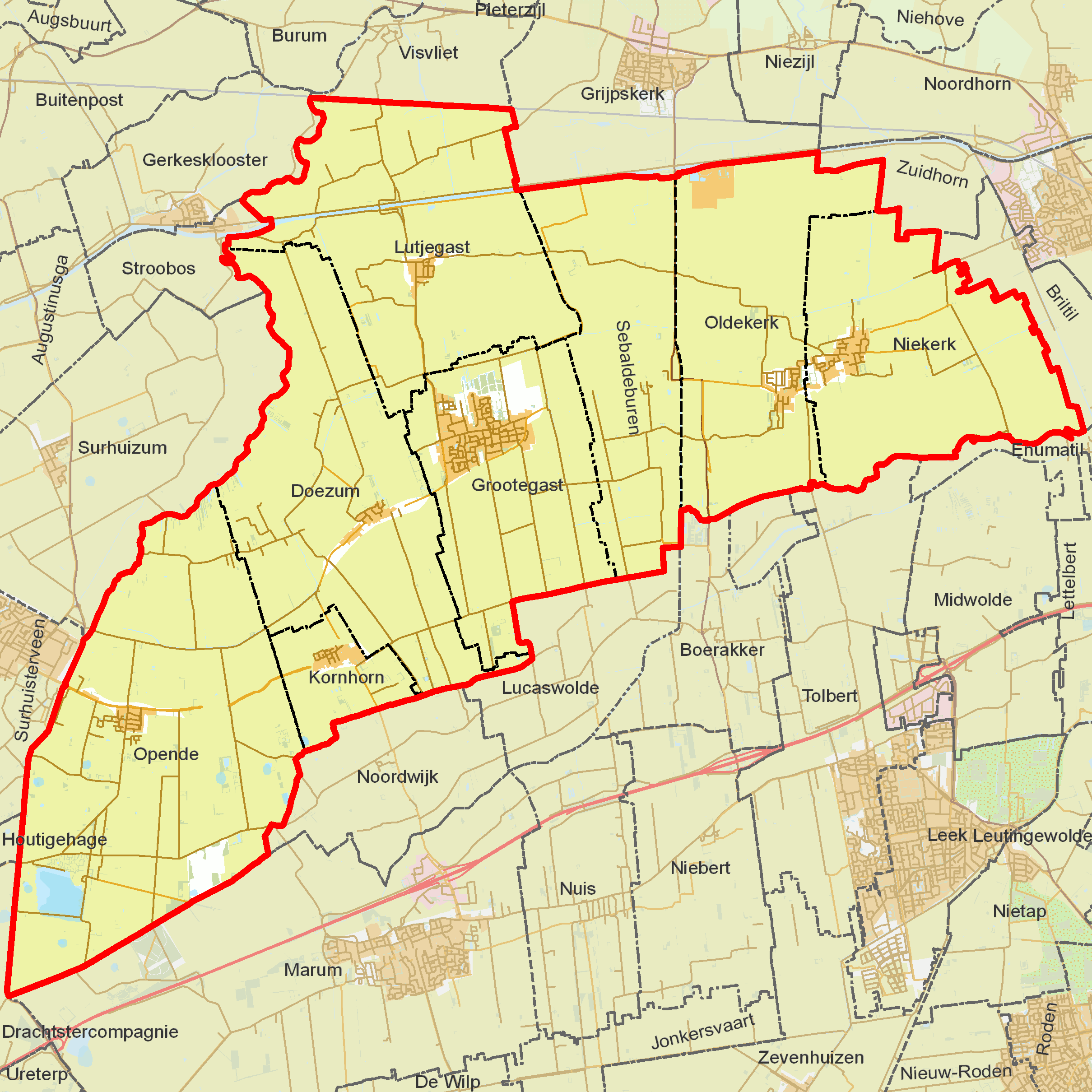
Woonplaatsen in de voormalige gemeente Grootegast

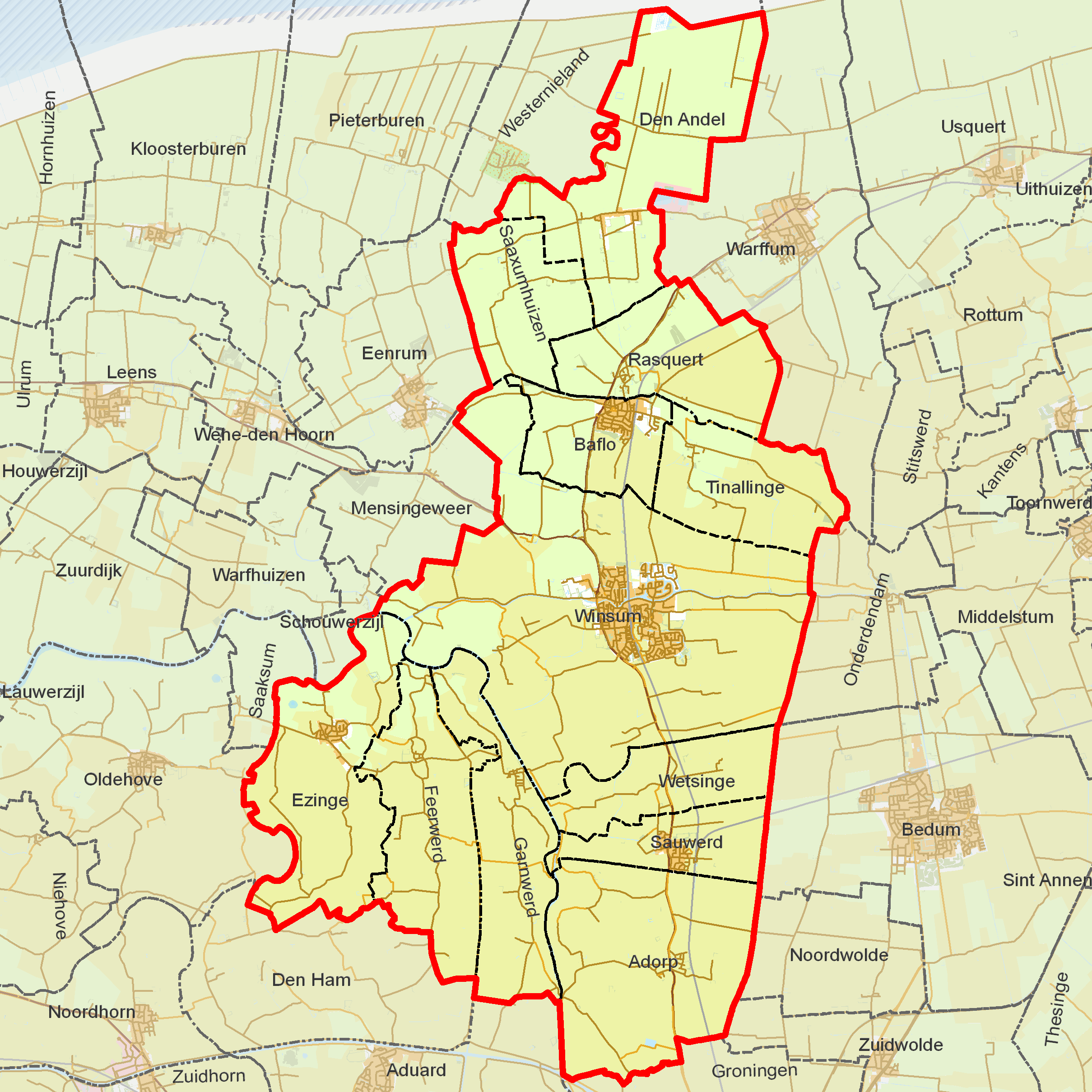
Woonplaatsen in de voormalige gemeente Winsum

- Aduard (2114)
- Boerakker (2259)
- Briltil (2115)
- Doezum (2174)
- Enumatil (2340)
- Ezinge (2467)
- Feerwerd (2468)
- Garnwerd (2469)
- Grijpskerk (2118)
- Grootegast (2175)
- Den Ham (2116)
- Den Horn (2117)
- Jonkersvaart (2261)
- Kommerzijl (2119)
- Kornhorn (2176)
- Lauwerzijl (2120)
- Leek (2341)
- Lettelbert (2342)
- Lucaswolde (2262)
- Lutjegast (2177)
- Marum (2263)
- Midwolde (2343)
- Niebert (2264)
- Niehove (2121)
- Niekerk (2178)
- Niezijl (2122)
- Noordhorn (2123)
- Noordwijk (2265)
- Nuis (2266)
- Oldehove (2124)
- Oldekerk (2179)
- Oostwold (2344)
- Opende (2180)
- Pieterzijl (2125)
- Saaksum (2126)
- Sebaldeburen (2181)
- Tolbert (2345)
- Visvliet (2127)
- De Wilp (2260)
- Zevenhuizen (2346)
- Zuidhorn (2128)